# 总花来江藤
总花来江藤（学名：Brandisia racemosa）为玄参科来江藤属下的一个种。